# 苎溪漾
苎溪漾是一个位于中国浙江省德清县的湖泊，面积约为1.7平方千米，平均水深约为2—3米。